# Mayakoba Golf Classic
Mayakoba Golf Classic är en professionell golftävling på den amerikanska PGA Touren och som årligen arrangerades på El Camaleón, precis utanför Playa del Carmen i Mexiko, på halvön Yucatan. Tävlingen har spelats årligen sedan 2007, och var den första PGA Tour-tävlingen att spelas i Mexiko. Med sin prispott om 7 miljoner USD så är det den golftävling med störst prispott i hela Latinamerika, och är även den enda golftävlingen i Latinamerika som ger vinnaren en inbjudan till US Masters.
Tävlingen startade ursprungligen som en alternativ tävling som spelades samma vecka som WGC Match Play i Arizona, där de som inte fick delta spelade Mayakoba Golf Classic istället. Tävlingen har hela tiden varit en officiell tävling i FedEx Cup, men gav under de första åren enbart hälften så många poäng som en vanlig tävling på PGA Touren ger. 
2013 flyttades tävlingen till mitten av november för att bli del av 2014 års tävlingssäsong, som började i oktober 2013. Sedan 2013 ger Mayakoba Golf Classic lika många FedEx-poäng som övriga tävlingar på PGA Touren.

## Vinnare
| År                                           | Säsong                  | Spelare                 | Resultat                | Mot par                 | Segermarginal           | Runner(s)-up             |
| OHL Classic at Mayakoba                      | OHL Classic at Mayakoba | OHL Classic at Mayakoba | OHL Classic at Mayakoba | OHL Classic at Mayakoba | OHL Classic at Mayakoba | OHL Classic at Mayakoba  |
| -------------------------------------------- | ----------------------- | ----------------------- | ----------------------- | ----------------------- | ----------------------- | ------------------------ |
| 2017                                         | 2018                    | Patton Kizzire          | 265                     | -19                     | 1 slag                  | Rickie Fowler            |
| 2016                                         | 2017                    | Pat Perez               | 263                     | −21                     | 2 slag                  | Gary Woodland            |
| 2015                                         | 2016                    | Graeme McDowell         | 266                     | −18                     | Särspel                 | Jason Bohn, Russell Knox |
| 2014                                         | 2015                    | Charley Hoffman         | 267                     | −17                     | 1 slag                  | Shawn Stefani            |
| 2013                                         | 2014                    | Harris English          | 263                     | −21                     | 4 slag                  | Brian Stuard             |
| Mayakoba Golf Classic                        |                         |                         |                         |                         |                         |                          |
| 2012                                         | 2012                    | John Huh                | 271                     | −13                     | Särspel                 | Robert Allenby           |
| Mayakoba Golf Classic at Riviera Maya-Cancun |                         |                         |                         |                         |                         |                          |
| 2011                                         | 2011                    | Johnson Wagner          | 267                     | −17                     | Särspel                 | Spencer Levin            |
| 2010                                         | 2010                    | Cameron Beckman         | 269                     | −15                     | 2 slag                  | Joe Durant, Brian Stuard |
| 2009                                         | 2009                    | Mark Wilson             | 267                     | −13                     | 2 slag                  | J. J. Henry              |
| 2008                                         | 2008                    | Brian Gay               | 264                     | −16                     | 2 slag                  | Steve Marino             |
| 2007                                         | 2007                    | Fred Funk               | 266                     | −14                     | Särspel                 | José Cóceres             |